# Editorial Galaxia
A Editorial Galaxia é uma editora galega fundada em 1950 e radicada em Vigo, Galiza. O seu director geral é Víctor Freixanes.

## Historia
Rematada a Guerra Civil Espanhola apenas se publicaram livros na Galiza e muito menos em galego. A edição, igual que a resistência política e cultural, desenvolveu-se neste período principalmente na América (México, Uruguai, Argentina), arredor de figuras como Castelao, Manuel Puente, Arturo Cuadrado ou Luís Seoane, autênticos motores da produção editorial no exílio. Em 1949 publicou-se em Pontevedra a colecção de poesia Benito Soto, promovida por Sabino Torres, Manuel Cuña Novás, Emilio Álvarez Negreira e Celso Emilio Ferreiro. Pelas mesmas datas saíram os primeiros títulos de bibliófilos galegos, e mais a Editorial Monterrey, da mão de Luís Viñas Cortegoso e Xosé María Álvarez Blázquez, orientada maiormente para à edição de bibliofilia. O projecto Galaxia consolidou-se, de entre todas elas, como o mais estável e o de mais continuidade, e constituiu a referência obrigada do ressurgimento da actividade intelectual na Galiza interior.
O Partido Galeguista do interior considerou que havia que aproveitar as escassas possibilidades que oferecia o franquismo para desenvolver a língua e Literatura galega e o próprio pensamento galeguista, em aberta contradição do galeguismo do exílio, e assim em 25 de Julho de 1950 celebrou-se na hospedaria do hotel Compostela, em Santiago de Compostela, a assembleia fundacional da Editorial Galaxia. Presidida por Ramón Otero Pedrayo, o Patriarca das Letras, e com a presença de personalidades singulares do galeguismo, como Manuel Gómez Román, secretário do Partigo Galeguista. A Editorial Galaxia converteu-se no núcleo principal da resistência cultural e política do Galeguismo, obrigado à clandestinidade e ao exílio depois da guerra civil. Francisco Fernández del Riego, Xaime Isla Couto e Ramón Piñeiro foram as três personalidades que desde o primeiro momento orientaram a editorial, comprometida com a recuperação da língua e da cultura galega, nos tempos difíceis da ditadura. 
A resistência galeguista desenhou daquela um programa de acção cultural e política que frutificou sobre tudo nas seguintes gerações. Mais de meio século depois, os seus catálogos são referência obrigada do livro e a criação galega do nosso tempo.
Na sua colecção Illa Nova (1957) pensada para dar espaço aos escritores novos publicaram-se as obras mais representativas da conhecida como a Nova narrativa galega que renovou a narrativa galega de pós-guerra.

## Características
A oferta de Galaxia tem carácter geralista, como corresponde a uma editora que, seguindo aos seus princípios fundamentais, tenta manter activo o processo de modernização da sociedade leitora, incorporando temas, gêneros, novas propostas e novas linhas de trabalho e investigação. O seu projecto concreta-se em colecções de clássicos, traduções de grandes autores da literatura universal, poesia, ensaio, guias de ócio e de meio ambiente, livros de viagens, literatura infantil e juvenil, gastronomia...; e resumindo, atinge desde a criação literária e o pensamento à didáctica e os materiais de referência escolar, como manuais, dicionários, etc.
A Editorial Galaxia tem publicados uns 2.000 títulos, dos quais a metade já estão descatalogados. Desde 1963 edita trimestralmente Grial. Revista galega de cultura.

## Curiosidades
O primeiro livro publicado por Galaxia foi Antífona da cantiga, de Ramón Cabanillas, que saiu do prelo em abril de 1951.
A editorial recebeu a Medalha de Ouro da Galiza em 2008, outorgada pelo governo galego. Em 2010 recebeu também o Prêmio Cultura Galega à Promoção Cultural da Galiza, também outorgado pela Junta da Galiza.